# The Orange Box
The Orange Box ist eine Sammlung von Computerspielen von Valve. 

## Inhalt
Zwei der enthaltenen Spiele, Half-Life 2 und seine erste eigenständige Erweiterung, Half-Life 2: Episode One, waren zuvor als separate Produkte veröffentlicht worden. Drei neue Spiele wurden ebenfalls in die Sammlung aufgenommen: die zweite eigenständige Erweiterung, Half-Life 2: Episode Two, das Rätselspiel Portal sowie Team Fortress 2, ein reines Mehrspieler-Spiel. Geplant war zudem ein eigenes Produkt mit dem Titel The Black Box, das nur die neuen Spiele enthalten hätte. Dieses Projekt wurde jedoch gestrichen. Valve veröffentlichte auch einen Soundtrack mit Musik aus den Spielen der Sammlung.

## Geschichte
Die Sammlung wurde erstmals am 10. Oktober 2007 für Microsoft Windows und neun Tage später für Xbox 360 veröffentlicht, während die von EA UK entwickelte PlayStation-3-Version am 11. Dezember 2007 folgte. Ein digitales Orange-Box-Paket mit den fünf Spielen wurde am 27. Mai 2010 für OS X nach der Veröffentlichung auf Steam für die Plattform veröffentlicht, während eine ähnliche Version für Linux nach der Veröffentlichung der Steam-Clients für Linux Anfang 2013 folgte. 

## Rezeption
Die Orange Box wurde von der Kritik gelobt, wobei Portal als Geheimtipp des Pakets gilt. Die PlayStation-3-Fassung wurde für mehrere technische Mängel bekannt, die in den anderen Versionen nicht vorhanden waren.
Die Orange Box blieb im deutschsprachigen Raum lange in den Verkaufscharts des Einzelhandels.